# Palazzo Alliata di Pietratagliata
Der Palazzo Alliata di Pietratagliata, vormals Termine-Pietratagliata ist ein Palast im Stil der katalanischen Gotik in Palermo.

## Baugeschichte
Wahrscheinlich mit Beginn der aragonesischen Herrschaft auf Sizilien ließ sich die katalanische Familie Termine auf Sizilien nieder und stieg im Laufe der Zeit zu einer der einflussreichsten Familien Siziliens auf. Zu Baronen von Birribaida wurden sie 1509 erhoben, zu Fürsten von Casteltermine 1629 und 1769 zu Fürsten von Baucina sowie zu Grafen von Montemaggiore. Im 19. Jahrhundert ging der Besitz durch Heirat an die Familie Licata über.
In die Hände der früheren Besitzer kehrte der Palazzo kürzlich zurück, als die letzte Vertreterin der Familie Alliata di Pietratagliata den derzeitigen Fürsten Baucina heiratete.

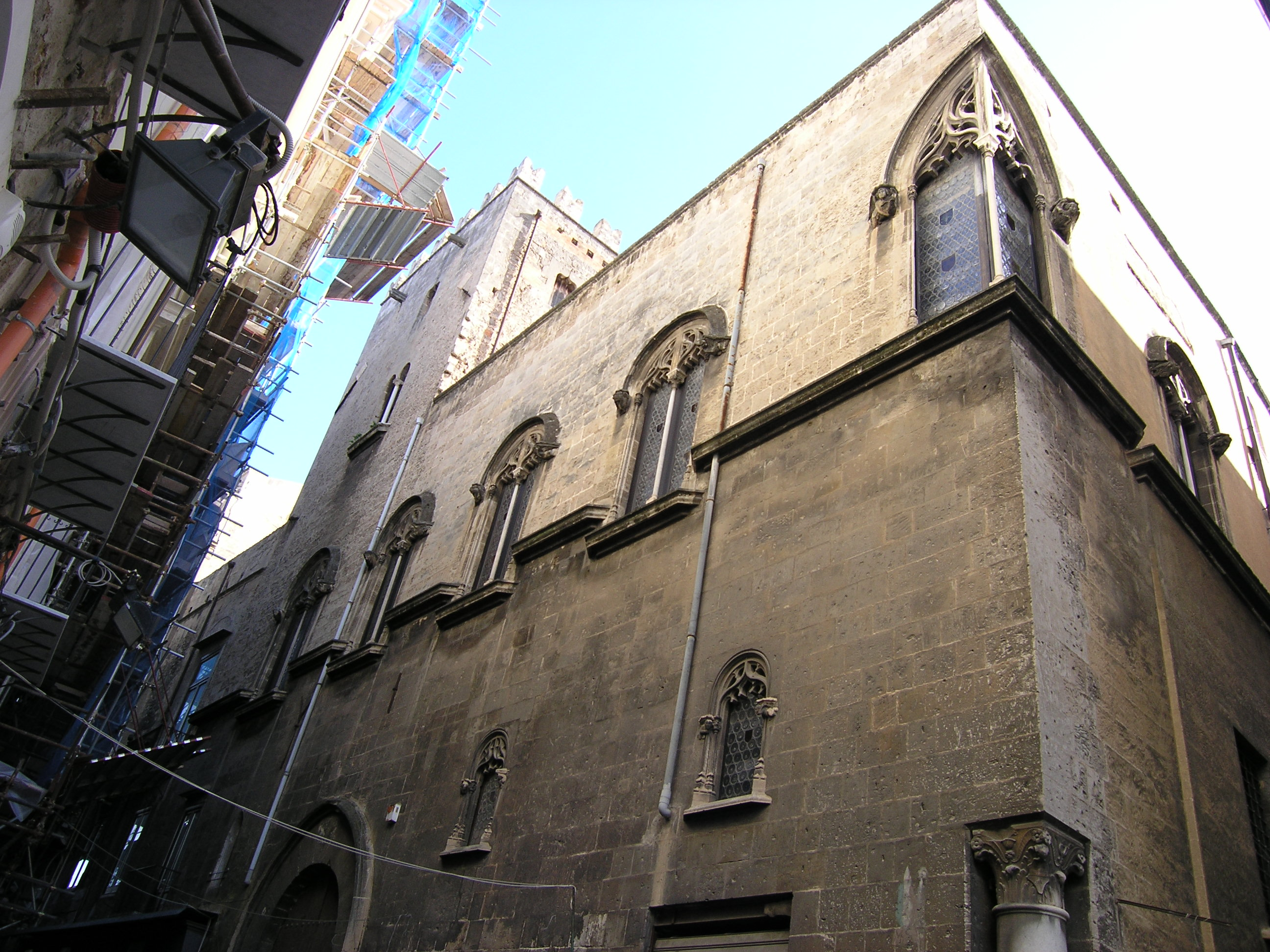
Palermo, Palazzo Alliata di Pietratagliata

## Baubeschreibung

### Das Äußere
Inmitten eines alten Viertels der Kaufmannschaft an der Via Bandiera ließ Antonio Termine diesen Palast gegen Ende des 15. oder in der ersten Hälfte des 16. Jahrhunderts im Stil der katalanischen Gotik errichten. Der Bau besteht aus einem kompakten Block aus Quadersteinen. Durch die zahlreichen Überarbeitungen wurde das Gebäude sowohl außen als auch innen erheblich verändert. Simse gliederten ursprünglich die Fassade, und die Fenster wurden zu Beginn des 20. Jahrhunderts neugotisch umgebaut. Auffällig ist der hohe, mit Schwalbenschwanz-Zinnen bewehrte Turm, der die Fassade zur Via Bandiera weit überragt.

### Das Innere
Schon 1748 wurde der Palazzo von den Termine an Giovan Battista Marassi verkauft, der die ersten gravierenden Veränderungen am Bau vornahm. So ließ er das Innere im Stil des Spätbarock umgestalten. 1762 wurde Vito D’Anna beauftragt, den Palast mit Fresken zu dekorieren. An der Decke des Ballsaals entstand Der Triumph des von Tugenden umgebenen Fürsten und etwas später durch die Mithilfe von Vitos Sohn Alessandro (* 1746) und dem Schwager Francesco Sozzi (1732–1795) die Deckenmalerei Allegorie der Weisheit im Speisesaal. 1828 wurden umfangreiche Instandsetzungsarbeiten zur Beseitigung von Schäden durch ein Erdbeben von 1823 erforderlich, die der Architekt Nicolò Puglia ausführte. Letztmals wurde der Palast vom Architekten Francesco Paolo Mansion (1849–1915) im ersten Quartal des 20. Jahrhunderts in neugotischem Stil überarbeitet.